# مورین (اوهایو)
مورِین(به انگلیسی: Moraine) شهری در ایالت اوهایو کشور ایالات متحده آمریکا است که جمعیت آن در سرشماری سال ۲۰۱۰ میلادی، ۶٬۳۰۷ نفر بوده‌است.